# Razzo a propellenti ibridi

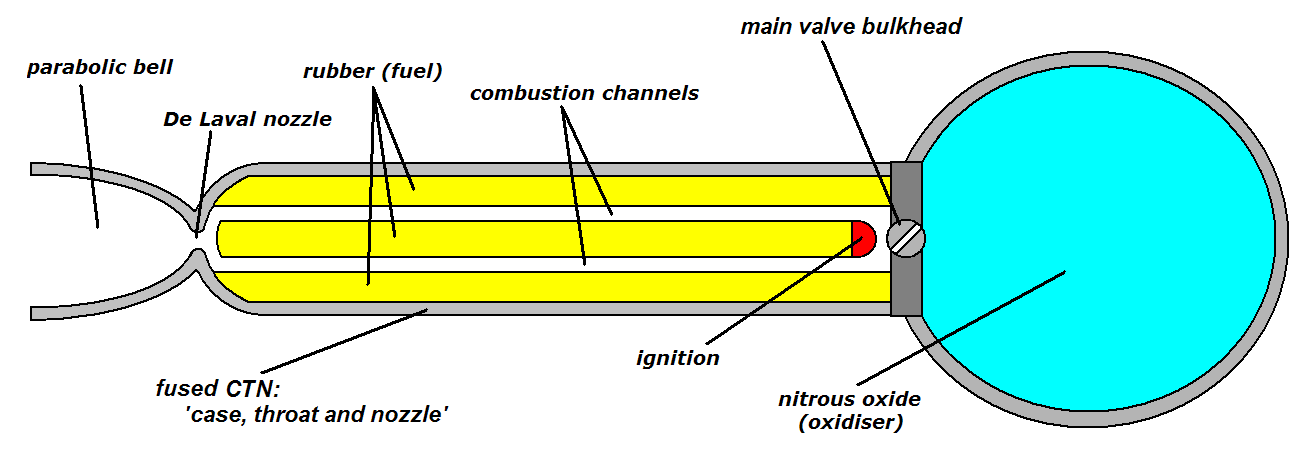
Propulsore ibrido della navetta SpaceShipOne

Un razzo a propellenti ibridi o razzo a litergolo è un endoreattore con un motore che impiega propellenti in diversi stati della materia — uno in forma solida e l'altro in forma gassosa o liquida. Il concetto di razzo ibrido risale almeno agli anni trenta.
Il termine litergolo venne coniato dalle parole greche lithos (λίθος, solido) ed ergon (ἔργον, lavoro) e dal termine latino oleum (olio), da Wolfgang Noeggerath.
I razzi ibridi possiedono alcuni vantaggi sia nei confronti dei razzi a propellente liquido che di quelli a propellente solido in termini di semplicità, sicurezza e costi. Poiché è quasi impossibile il mescolamento del combustibile e dell'ossidante (essendo in diversi stati della materia), questi razzi tendono ad avere malfunzionamenti meno critici. Come i razzi a propellente liquido possono essere spenti facilmente e la spinta può essere modulata in modo semplice. L'impulso specifico teorico è generalmente superiore a quelli a propellente solido ed è approssimativamente equivalente ai razzi a propellente liquido che impiegano idrocarburi. Con alcuni combustibili metallici si sono misurati impulsi fino a 400 secondi. I sistemi ibridi sono leggermente più complessi dei razzi solidi, ma i maggiori rischi nel processo di fabbricazione, trasporto e gestione dei propellenti solidi bilanciano la maggiore semplicità di questo tipo di motori.

## Concetti di base

Sistema di propulsione ibrida

Nella sua forma più semplice, un razzo ibrido è composto da un contenitore a pressione contenente il propellente liquido, una camera di combustione contenente il propellente solido e una valvola che li isola. Quando si accende, viene introdotta una fonte di accensione adatta nella camera di combustione e viene aperta la valvola. Il propellente liquido o il gas fluisce nella camera dove viene vaporizzato e reagisce con il propellente solido. La combustione avviene in una fiamma di diffusione sullo strato nei pressi della superficie del propellente solido.
Generalmente il propellente liquido è l'ossidante, mentre quello solido è il combustibile, poiché gli ossidanti solidi sono problematici e hanno prestazioni inferiori rispetto a quelli liquidi. In particolare, il perclorato di ammonio, un ossidante noto con la sigla APCP, produce nei gas di scarico cloruro di idrogeno (HCl), che può formare a contatto con l'umidità atmosferica acido idrocloridrico, un agente corrosivo che nuoce all'ambiente abbassando il pH delle acque e del terreno e può produrre pioggia acida. L'impiego dei combustibili solidi, come HTPB o paraffina, permette l'impiego di additivi ad alta energia come alluminio, litio o idruri metallici.
Gli ossidanti più comuni includono ossigeno o ossido d'azoto in forma liquida o gassosa. I combustibili più impiegati comprendono anche polimeri, come il polietilene, HTPB o in forma liquida come la paraffina.

## Vantaggi dei razzi ibridi
I razzi ibridi mostrano alcuni vantaggi evidenti, ed altri più sottili, rispetto ai razzi solidi o liquidi.
|                                 | Vantaggi | Svantaggi |
| ------------------------------- | --- | --- |
| Rispetto ai propellenti liquidi | - Meccanicamente semplice - richiede solo un singolo propellente liquido, con minori sistemi idraulici, minori valvole ed operazioni più semplici. - Combustibili più densi - i combustibili solidi hanno generalmente una densità superiore rispetto a quelli liquidi - Additivi metallici - i metalli con alta energia, come alluminio, magnesio, litio o berillio possono essere facilmente incorporati nei grani di combustibile in modo da aumentare l'impulso specifico | - Rapporto ossidante/comburente - con un flusso costante dell'ossidante, il rapporto tra il tasso di combustibile e ossidante tende a modificarsi. Questo porta ad un regime operativo detto fuori-picco, che causa problemi nelle prestazioni. - Basso tasso di regressione dei combustibili. Il tasso di regressione è la velocità con cui diminuisce la parte solida del propellente. Negli anni '90 sono stati studiati combustibili con tasso di regressione superiore, i quali possono costituire una potenziale soluzione al problema. |
| Rispetto ai propellenti solidi  | - Superiore impulso specifico teorico - Inferiori pericoli di esplosione - I grani di propellente sono maggiormente tolleranti agli errori di produzione - Maggiormente controllabile - l'accensione, lo spegnimento, il riavvio e la modulazione della spinta sono possibili tramite un controllo appropriato dell'ossidante - Possono essere impiegati ossidanti sicuri e non tossici, come ossigeno liquido e ossido d'azoto                                               | - Rapporto ossidante/comburente - con un flusso costante dell'ossidante, il rapporto tra il tasso di combustibile e ossidante tende a modificarsi. Questo porta ad un regime operativo detto fuori-picco, che causa problemi nelle prestazioni. - Basso tasso di regressione dei combustibili. Il tasso di regressione è la velocità con cui diminuisce la parte solida del propellente. Negli anni '90 sono stati studiati combustibili con tasso di regressione superiore, i quali possono costituire una potenziale soluzione al problema. |

## Sicurezza
Generalmente, i razzi ibridi ben progettati e costruiti con attenzione sono molto sicuri. I rischi principali associati con questi tipi di vettori sono:
- Cedimento dell'involucro - Il cedimento dell'isolamento dell'involucro potrebbe permettere ai gas caldi di fuoriuscire dalla parete, comportando la formazione di un foro che successivamente causa il cedimento della struttura.
- Ritorno di fiamma - Gli ossidanti che si decompongono esotermicamente come l'ossido d'azoto o il perossido d'idrogeno, possono causare il ritorno di fiamma dalla camera di combustione verso l'iniettore, accendendo l'ossidante e provocando l'esplosione del serbatoio. Il ritorno di fiamma avviene perché nei periodi di combustione instabile è possibile che il calo di pressione attraverso gli iniettori sia insufficiente. Questo fenomeno è specifico di alcuni ossidanti; in altri tipi di ossidanti, come l'ossigeno e il tetrossido di diazoto non avviene, a meno che nel serbatoio non sia presente anche combustibile.
- Hard start - Questo fenomeno è causato da un eccesso di ossidante nella camera di combustione, precedente all'accensione. Avviene in particolar modo nei monopropellenti come l'ossido d'azoto, e può provocare un temporaneo eccesso di pressione con il cedimento del motore.

Poiché il combustibile non contiene un ossidante, non può incendiarsi. Per questa ragione, i razzi ibridi sono classificati come dispositivi senza potenza esplosiva. Al contrario, i razzi a propellente solido hanno spesso un potere esplosivo, misurato in TNT equivalente, proporzionale alla massa dei grani di propellente. I razzi a propellenti liquidi una potenza esplosiva calcolata in base alla quantità di combustibile ed ossidante che possono accumularsi nella camera di combustione prima di esplodere. Poiché le combinazioni ossidante/comburente impiegati nei razzi a combustibile liquido contengono spesso più energia per unità di massa del TNT, il valore equivalente di TNT è calcolato moltiplicando la massa dei propellenti nella camera di combustione per la densità di energia.
Una delle aziende con il maggiore know-how nei razzi ibridi è la SpaceDev, che ha acquistato nel 1998 tutta la proprietà intellettuale, i progetti e i test generati da oltre 200 prove di motori ibridi compiuti dalla American Rocket Company in otto anni di attività. La SpaceDev ha progettato e prodotto tutti i motori ibridi per la navetta SpaceShipOne, il primo velivolo privato con equipaggio ad aver raggiunto l'orbita terrestre. Il motore ibrido utilizzato impiega ossido d'azoto e HTPB.
La Space Propulsion Group è stata fondata nel 1999 per sviluppare combustibili ad alto tasso di regressione. È stato testato con successo un propulsore del diametro di 12,5 pollici (32 cm) in grado di produrre 5896 kg di spinta, ed è in sviluppo un propulsore con diametro di 24 pollici (61 cm) progettato per produrre 11339 kg di spinta, il cui test è previsto nel 2010.
La Orbital Technologies Corporation ha partecipato a ricerche finanziate dal governo statunitense sui razzi ibridi, in particolar modo sulla tecnologia chiamata "Vortex Hybrid".
La Environmental Aerospace Corporation sviluppa sistemi di propulsione ibrida, ed ha partecipato con un proprio progetto al contratto per la produzione del propulsore della navetta SpaceShipOne.
La Reaction Research Society ha una lunga storia di ricerca e sviluppo con la propulsione ibrida.
Infine, diverse università stanno portando avanti diversi esperimenti.
In Italia uno dei centri all'avanguardia per la ricerca nell'ambito dei propulsori a propellenti ibridi è il CISAS (Centro Interdipartimentale Studi e Attività Spaziali) "G. Colombo" dell'Università di Padova. Le attività svolte ricoprono tutte le fasi dello sviluppo dei propulsori: dall'analisi teorica del processo di combustione alla simulazione numerica mediante codici CFD, dalla conduzione di test al banco su endoreattori in scala ridotta fino a prove sperimentali in larga scala (test condotti fino a 20 kN di spinta su motori a N2O-Paraffina). Un esemplare di questi propulsori ha volato con successo nel 2009.